# María Paleólogo (hermana de Miguel VIII)
María Paleólogo (en griego: Μαρία Παλαιολογίνα; fallecida después de 1267), por matrimonio Tarcaniota, conocida también con el nombre monástico de Marta, fue una aristócrata bizantina de mediados del siglo XIII, hermana mayor del emperador Miguel VIII Paleólogo.

## Biografía
María era la hija mayor del gran doméstico Andrónico Paleólogo y de su esposa Teodora Ángelo Paleólogo. Nació alrededor del año 1214. Antes de 1237 ya estaba casada con el futuro gran doméstico Nicéforo Tarcaniota, con quien tuvo cuatro hijos:
Andrónico Tarcaniota (probablemente nacido en 1238)
- Teodora Tarcaniota, quien se casó con Basilio Cabalario y posteriormente con el megaestratopedarca Baladionita. Posteriormente se convirtió en monja con el nombre de Teodosia.
- Miguel Tarcaniota, protovestiario y general notable. Obtuvo una importante victoria contra los angevinos en el sitio de Berat (1280-1281) y falleció en 1283/1284 a causa de una enfermedad durante una campaña.[1]
- Andrónico Tarcaniota, megaconstaulo y gobernador de Adrianópolis. Se unió a su suegro Juan I Ducas de Tesalia.[2]
- Juan Tarcaniota, general en Asia Menor contra los turcos.[3]

Con toda probabilidad, María era unos diez años mayor que su hermano Miguel, el futuro emperador Miguel VIII Paleólogo. Tras la muerte prematura de su madre Teodora, ocurrida poco después del nacimiento de su hijo menor, María asumió el cuidado de sus hermanos que todavía eran pequeños. Jorge Paquimeres relata que el joven Miguel fue recibido en casa de su hermana María, quien lo cuidó como si fuera su madre. Sin embargo, la estancia de Miguel en la casa de los Tarcaniota debió de ser breve, ya que en el typikon del monasterio de San Miguel en la Montaña Santa de Auxencio (Oxia), el propio Miguel Paleólogo afirma que fue acogido desde temprano en el palacio, donde creció bajo el cuidado del emperador Juan III Ducas Vatatzés.
A comienzos de 1258, María Paleólogo fue acusada de brujería ante el emperador Teodoro II Láscaris por su yerno Basilio Cabalario. Cabalario, a quien el emperador había casado con la hija de María tras romper un compromiso previo de Teodora con Baladionita, acusó a su suegra de usar conjuros para impedirle cumplir con sus deberes conyugales en el lecho. Esto ocurrió en los últimos meses de vida del emperador, cuya enfermedad progresiva lo hacía extremadamente sensible a todo lo relacionado con la magia. Temeroso de que su propia dolencia se debiera también a sus conjuros, el emperador ordenó torturar a María para arrancarle una confesión. Fue introducida desnuda en un saco con gatos hambrientos y enfurecidos, que eran incitados con palos desde fuera. Los animales le arañaron el rostro y el cuerpo, causándole grandes sufrimientos, pero nunca confesó culpa y negó todas las acusaciones.
El emperador, sin embargo, aprovechó el caso de María como pretexto para arrestar a su hermano Miguel, en quien no confiaba y sospechaba de preparar una rebelión. Miguel, que se hallaba en Tesalónica dirigiendo una expedición en Macedonia, fue arrestado y encarcelado, aunque poco después fue liberado por el propio emperador, quien le recordó su benevolencia e incluso lo nombró defensor de la familia imperial.
Por lo que sufrió a causa de Basilio Cabalario, María pidió más tarde a su hermano, ya emperador, que disolviera el matrimonio de su hija con Cabalario. El emperador accedió: anuló ese matrimonio y casó a su sobrina con Baladionita, a quien elevó al rango de gran estratopedarca.
A fines de 1259, Miguel Paleólogo, ya coemperador y tutor del joven Juan IV Ducas Láscaris, confió a su hermana María el cuidado del menor mientras se realizaban los preparativos para la coronación oficial en Nicea.
Hacia 1265 o 1266, María y su esposo tomaron los hábitos monásticos, ella bajo el nombre de Marta. Juntos fundaron en Constantinopla el monasterio de Santa María Pammacaristo. Su entrada en la vida monástica ocurrió poco antes de la segunda destitución del patriarca Arsenio Autoreiano, lo que provocó un cisma entre sus partidarios y los del nuevo patriarca. Jorge Paquimeres informa que María fue una ferviente defensora del patriarca depuesto y, al igual que su hermana Eulogia, se puso en oposición a su hermano respecto a la política hacia los arsenitas. Por ejemplo, María-Marta acogió bajo su protección al monje arsenita Joaquinto y hasta lo abastecía secretamente de alimentos.
Tras la muerte de Nicéforo, María fundó en Constantinopla el convento femenino de Kira Marta, donde pasó los últimos años de su vida. Murió después de 1267.